# Esqui cross-country nos Jogos Paralímpicos de Inverno de 2014 - 12 km feminino
A prova de 12 km feminino do esqui cross-country nos Jogos Paralímpicos de Inverno de 2014 foi disputada no Centro de Esqui Cross-Country e Biatlo Laura, na Clareira Vermelha, em 9 de março de 2014. A prova de 12 km ocorreu apenas para atletas que competem sentadas.

## Medalhistas
| Ouro   | UKR Lyudmyla Pavlenko   |
| Prata  | USA Oksana Masters      |
| Bronze | RUS Svetlana Konovalova |

## Resultados
| Pos.              | Bib | Atleta                   | Tempo real | Tempo calculado | Diferença |
| ----------------- | --- | ------------------------ | ---------- | --------------- | --------- |
| Medalha de ouro   | 114 | UKR Lyudmyla Pavlenko    | 41:23.3    | 38:54.3         | —         |
| Medalha de prata  | 110 | USA Oksana Masters       | 39:16.0    | 39:16.0         | +21.7     |
| Medalha de bronze | 113 | RUS Svetlana Konovalova  | 39:49.8    | 39:49.8         | +55.5     |
| 4                 | 117 | NOR Mariann Marthinsen   | 40:00.8    | 40:00.8         | +1:06.5   |
| 5                 | 107 | USA Tatyana McFadden     | 43:13.8    | 40:38.2         | +1:43.9   |
| 6                 | 108 | BLR Liudmila Vauchok     | 43:32.9    | 40:56.1         | +2:01.8   |
| 7                 | 102 | USA Monica Bascio        | 44:36.8    | 41:56.2         | +3:01.9   |
| 8                 | 112 | GER Anja Wicker          | 47:05.6    | 42:23.0         | +3:28.7   |
| 9                 | 105 | RUS Natalia Kocherova    | 42:24.6    | 42:24.6         | +3:30.3   |
| 10                | 115 | ITA Francesca Porcellato | 49:50.0    | 42:51.4         | +3:57.1   |
| 11                | 106 | BLR Valiantsina Shyts    | 47:44.3    | 42:57.9         | +4:03.6   |
| 12                | 103 | NOR Birgit Skarstein     | 46:22.8    | 43:35.8         | +4:41.5   |
| 13                | 111 | CAN Colette Bourgonje    | 50:58.5    | 43:50.3         | +4:56.0   |
| 14                | 104 | RUS Akzhana Abdikarimova | 48:47.1    | 43:54.4         | +5:00.1   |
| 15                | 109 | RUS Nadezda Andreeva     | 44:25.9    | 44:25.9         | +5:31.6   |
| 16                | 101 | USA Beth Requist         | 49:27.1    | 46:29.1         | +7:34.8   |
|                   | 116 | GER Andrea Eskau         | DNF        |                 |           |

Legenda
| Recorde mundial      | Recorde mundial (World record)               |                       | Recorde africano                      | Recorde africano (African) |                                           | Q | Classificado por posição (Qualified) |
| Recorde olímpico     | Recorde olímpico (Olympic record)            | Recorde da América    | Recorde da América (Americas)         | q                          | Classificado por melhor tempo (Qualified) |   |                                      |
| Melhor marca do ano  | Melhor marca do ano (World leading)          | Recorde asiático      | Recorde asiático (Asian)              | DNS                        | Não largou (Did not start)                |   |                                      |
| Recorde nacional     | Recorde nacional (National record)           | Recorde europeu       | Recorde europeu (European)            | DNF                        | Não terminou (Did not finish)             |   |                                      |
| Recorde pessoal      | Recorde pessoal do atleta (Personal best)    | Recorde da Oceania    | Recorde da Oceania (Oceania)          | DSQ / DQ                   | Desclassificado (Disqualified)            |   |                                      |
| Recorde da temporada | Recorde da temporada do atleta (Season best) | Recorde sul-americano | Recorde sul-americano (South America) | NM                         | Sem marca (No mark)                       |   |                                      |